# Asatte no Hōkō.
Asatte no Hōkō. (あさっての方向。) là loạt manga do Yamada J-ta thực hiện. Loạt manga này đã đăng trên tạp chí Comic Blade Masamune của Mag Garden từ ngày 03 tháng 3 năm 2005 đến ngày 15 tháng 6 năm 2007. Các chương sau đó được tập hợp lại và phát hành thành 5 tankōbon. J.C.Staff đã tiến hành thực hiện chuyển thể anime của tác phẩm và phát sóng tại Nhật Bản từ ngày 05 tháng 10 đến ngày 21 tháng 12 năm 2006. Câu truyên xoay quanh hai cô gái một trưởng thành và một cô bé, cô bé thì ước mình trở nên trưởng thành còn cô gái trưởng thành ước mình trở lại thành một cô bé bên một hòn đá ước nguyện. Điều ước của hai cô gái được thực hiện và họ bắt đầu làm quen với cuộc sống mới cũng như bắt đầu nhận ra giá trị thật của cuộc sống mà mình đã có trước đó. Animax Asia đã phát sóng bộ anime trên hệ thống của mình từ ngày 02 tháng 1 năm 2009.

## Tổng quan

### Nhân vật
Iokawa Karada (五百川 からだ, いおかわ からだ)
Lồng tiếng bởi: Fujimura Ayumi
Nogami Shōko (野上 椒子, のがみ しょうこ)
Lồng tiếng bởi: Itō Shizuka
Iokawa Hiro (五百川 尋, いおかわ ひろ)
Lồng tiếng bởi: Hino Satoshi
Amino Tetsumasa (網野 徹允, あみの てつまさ)
Lồng tiếng bởi: Nomura Katsuhiro
Amino Tōko (網野 透子, あみの とうこ)
Lồng tiếng bởi: Watanabe Akeno
Shiozaki Kotomi (汐崎 琴美, しおざき ことみ)
Lồng tiếng bởi: Koshimizu Ami
Isogai Tadashi (磯貝 正, いそがい ただし)
Lồng tiếng bởi: Suzuki Takuma
Isogai Yuka(磯貝 由香, いそがい ゆか)
Lồng tiếng bởi: Kikuchi Izumi

## Truyền thông

### Manga
Asatte no Hōkō. được viết và minh họa bởi Yamada J-ta đã đăng trên tạp chí Comic Blade Masamune của Mag Garden từ ngày 03 tháng 3 năm 2005 đến ngày 15 tháng 6 năm 2007. Các chương sau đó được tập hợp lại và phát hành thành 5 tankōbon. Akiko đã phát hành loạt manga này tại Pháp và Tong Li Publishing đã đăng ký bản quyền phát hành tại Đài Loan.

### Anime
J.C.Staff đã tiến hành thực hiện chuyển thể anime với sự đạo diễn của Sakurabi Katsushi. Bộ anime đã phát sóng tại Nhật Bản từ ngày 05 tháng 10 đến ngày 21 tháng 12 năm 2006 trên kênh TBS với 12 tập. Animax đã phát sóng phiên bản tiếng Anh trên hệ thống của mình từ ngày 02 tháng 1 năm 2009 và Sentai Filmworks đã đăng ký bản quyền phát hành phiên bản tiếng Anh của bộ anime.

### Âm nhạc
Bộ anime có hai bài hát chủ đề chính, một mở đầu và một kết thúc. Bài hát mở đầu có tên Hikari no Kisetsu (光の季節) trình bày bởi Suara và bài hát kết thúc có tên Sweet Home Song (スイートホームソング, Suīto Hōmu Songu) trình bày bởi Yūmao. Lantis đã phát hành hai album do nhân vật trình bày. Album thứ nhất phát hành vào ngày 06 tháng 12 năm 2006 với hầu hết các bài hát được trình bày bởi Fujimura Ayumi (lồng tiếng cho nhân vật Iokawa Karada) thì bài hát Namida Gumo được trình bày bởi Suara. Album thứ hai phát hành vào ngày 11 tháng 1 năm 2007 với các bài hát được trình bày bởi Itō Shizuka (lồng tiếng cho nhân vật Nogami Shōko)
| Hikari no Kisetsu (光の季節) | Hikari no Kisetsu (光の季節)                                 | Hikari no Kisetsu (光の季節) |
| STT                          | Nhan đề                                                      | Thời lượng                   |
| ---------------------------- | ------------------------------------------------------------ | ---------------------------- |
| 1.                           | "Hikari no Kisetsu (光の季節)"                               | 4:37                         |
| 2.                           | "Kasa (傘)"                                                  | 4:17                         |
| 3.                           | "Hikari no Kisetsu (instrumental) (光の季節 <instrumental>)" | 4:37                         |
| 4.                           | "Kasa (instrumental) (傘 <instrumental>)"                    | 4:14                         |
| Tổng thời lượng:             | Tổng thời lượng:                                             | 17:46                        |

| Sweet Home Song (スイートホームソング) | Sweet Home Song (スイートホームソング)                                 | Sweet Home Song (スイートホームソング) |
| STT                                    | Nhan đề                                                                | Thời lượng                             |
| -------------------------------------- | ---------------------------------------------------------------------- | -------------------------------------- |
| 1.                                     | "Sweet Home Song (スイートホームソング)"                               | 4:25                                   |
| 2.                                     | "Mr. Lonely Girl (Mr. ロンリーガール)"                                 | 3:49                                   |
| 3.                                     | "Sweet Home Song (instrumental) (スイートホームソング <instrumental>)" | 4:25                                   |
| 4.                                     | "Mr. Lonely Girl (instrumental) (Mr. ロンリーガール <instrumental>)"   | 3:46                                   |
| Tổng thời lượng:                       | Tổng thời lượng:                                                       | 16:25                                  |

| KOMOREBI DIARY -KARADA HEN- (木漏れ日ダイアリー -からだ編ー) | KOMOREBI DIARY -KARADA HEN- (木漏れ日ダイアリー -からだ編ー)                                                     | KOMOREBI DIARY -KARADA HEN- (木漏れ日ダイアリー -からだ編ー) |
| STT                                                          | Nhan đề | Thời lượng                                                   |
| ------------------------------------------------------------ | --- | ------------------------------------------------------------ |
| 1.                                                           | "Arinomama no Egao (Monologue) (ありのままの笑顔 <Monologue>)"                                                   | 1:49                                                         |
| 2.                                                           | "Taisetsu Dakara Tamago Yaki (大切だから玉子やき)"                                                               | 3:46                                                         |
| 3.                                                           | "Nyuudougumo wo Miage Nagara (Monologue) (入道雲を見上げながら <Monologue>)"                                     | 2:00                                                         |
| 4.                                                           | "Natsuiro Sweet Pain (夏空スイートペイン)"                                                                       | 4:42                                                         |
| 5.                                                           | "Taisetsu Dakara Tamago Yaki (Instrumental Arrange Version) (大切だから玉子やき <Instrumental Arrange Version>)" | 1:52                                                         |
| 6.                                                           | "Natsuiro Sweet Pain (Instrumental Arrange Version) (夏空スイートペイン <Instrumental Arrange Version>)"         | 2:01                                                         |
| 7.                                                           | "Kono Michi no Saki (Monologue) (この道の先 <Monologue>)"                                                        | 1:46                                                         |
| 8.                                                           | "Namida Gumo (なみだぐも)"                                                                                       | 6:05                                                         |
| Tổng thời lượng:                                             | Tổng thời lượng:                                                                                                 | 24:01                                                        |

| KOMOREBI DIARY -SHOKO HEN- (木漏れ日ダイアリー －椒子編－) | KOMOREBI DIARY -SHOKO HEN- (木漏れ日ダイアリー －椒子編－)                                            | KOMOREBI DIARY -SHOKO HEN- (木漏れ日ダイアリー －椒子編－) |
| STT                                                        | Nhan đề                                                                                               | Thời lượng                                                 |
| ---------------------------------------------------------- | --- | ---------------------------------------------------------- |
| 1.                                                         | "Sono Hana wa Saku (Monologue) (その花は咲く <Monologue>)"                                            | 1:37                                                       |
| 2.                                                         | "Modore nai Shouko (戻れない証拠)"                                                                    | 5:03                                                       |
| 3.                                                         | "Naku Shite Kita Hikari (Monologue) (失くしてきた光 <Monologue>)"                                     | 1:37                                                       |
| 4.                                                         | "Suri Kizu to Yuuyake (すり傷と夕焼け)"                                                               | 3:39                                                       |
| 5.                                                         | "Modore nai Shouko (Instrumental Arrange Version) (戻れない証拠 <Instrumental Arrange Version>)"      | 1:39                                                       |
| 6.                                                         | "Suri Kizu to Yuuyake (Instrumental Arrange Version) (すり傷と夕焼け <Instrumental Arrange Version>)" | 1:37                                                       |
| 7.                                                         | "Anata Kamo Shire nai (Monologue) (あなたかも知れない <Monologue>)"                                   | 1:46                                                       |
| 8.                                                         | "A Direction of the Day After Tomorrow"                                                               | 5:24                                                       |
| Tổng thời lượng:                                           | Tổng thời lượng:                                                                                      | 22:22                                                      |

| Asatte no Hōkō. Original Sound Track truth (あさっての方向。 オリジナルサウンドトラック truth) | Asatte no Hōkō. Original Sound Track truth (あさっての方向。 オリジナルサウンドトラック truth) | Asatte no Hōkō. Original Sound Track truth (あさっての方向。 オリジナルサウンドトラック truth) |
| STT                                                                                            | Nhan đề                                                                                        | Thời lượng                                                                                     |
| ---------------------------------------------------------------------------------------------- | ---------------------------------------------------------------------------------------------- | ---------------------------------------------------------------------------------------------- |
| 1.                                                                                             | "Kumikyoku [Asatte no Houkou.] (組曲「あさっての方向。」)"                                     | 3:50                                                                                           |
| 2.                                                                                             | "Hikari no Kisetsu (TV size) (光の季節 (TV size))"                                             | 1:31                                                                                           |
| 3.                                                                                             | "Magokoro (真心)"                                                                              | 2:17                                                                                           |
| 4.                                                                                             | "Summer Dream"                                                                                 | 2:27                                                                                           |
| 5.                                                                                             | "Natsumatsuri (夏祭り)"                                                                        | 1:40                                                                                           |
| 6.                                                                                             | "Negai Ishi (願い石)"                                                                          | 1:43                                                                                           |
| 7.                                                                                             | "Pure"                                                                                         | 0:08                                                                                           |
| 8.                                                                                             | "Odekake (お出かけ)"                                                                           | 1:31                                                                                           |
| 9.                                                                                             | "On the Beach"                                                                                 | 1:47                                                                                           |
| 10.                                                                                            | "Chiisana Bouken (小さな冒険)"                                                                 | 1:33                                                                                           |
| 11.                                                                                            | "Mujaki (無邪気)"                                                                              | 1:47                                                                                           |
| 12.                                                                                            | "Deai (出会い)"                                                                                | 2:17                                                                                           |
| 13.                                                                                            | "Sad Things"                                                                                   | 1:43                                                                                           |
| 14.                                                                                            | "Negai (願い)"                                                                                 | 1:36                                                                                           |
| 15.                                                                                            | "Wadakamari (わだかまり)"                                                                      | 2:09                                                                                           |
| 16.                                                                                            | "Kyoushuu (郷愁)"                                                                              | 2:11                                                                                           |
| 17.                                                                                            | "Konwaku (困惑)"                                                                               | 1:13                                                                                           |
| 18.                                                                                            | "Kodomo Jidai (子供時代)"                                                                      | 1:38                                                                                           |
| 19.                                                                                            | "Jealousy"                                                                                     | 2:58                                                                                           |
| 20.                                                                                            | "Gikochinai Fun'iki (ぎこちない雰囲気)"                                                        | 1:18                                                                                           |
| 21.                                                                                            | "Odayaka na Hibi (穏やかな日々)"                                                               | 1:37                                                                                           |
| 22.                                                                                            | "Banka (晩夏)"                                                                                 | 1:37                                                                                           |
| 23.                                                                                            | "Sabishisa (寂しさ)"                                                                           | 1:35                                                                                           |
| 24.                                                                                            | "Toubousha (逃亡者)"                                                                           | 1:16                                                                                           |
| 25.                                                                                            | "Chikara wo Awasete (力を合わせて)"                                                            | 1:28                                                                                           |
| 26.                                                                                            | "Kazoku no Youni (家族のように)"                                                               | 2:02                                                                                           |
| 27.                                                                                            | "Chiisana Shiawase (小さな幸せ)"                                                               | 1:33                                                                                           |
| 28.                                                                                            | "High Tension"                                                                                 | 2:07                                                                                           |
| 29.                                                                                            | "Umi no Ie (海の家)"                                                                           | 1:38                                                                                           |
| 30.                                                                                            | "Totsuzen no Wakare (突然の別れ)"                                                              | 1:47                                                                                           |
| 31.                                                                                            | "Dojippuri (どじっぷり)"                                                                       | 1:08                                                                                           |
| 32.                                                                                            | "Bikou (尾行)"                                                                                 | 1:08                                                                                           |
| 33.                                                                                            | "Tereppuri (照れっぷり)"                                                                       | 1:23                                                                                           |
| 34.                                                                                            | "Hikari no Kisetsu (Piano Version) (光の季節 piano version)"                                   | 2:03                                                                                           |
| 35.                                                                                            | "Sweet Home Song (Music Box Version) (スイートホームソング music box version)"                 | 1:35                                                                                           |
| 36.                                                                                            | "Summer Fantasy 2"                                                                             | 0:43                                                                                           |
| 37.                                                                                            | "Kokuhaku (告白)"                                                                              | 1:52                                                                                           |
| 38.                                                                                            | "Wakai (和解)"                                                                                 | 1:44                                                                                           |
| 39.                                                                                            | "Ari no Mama no Jibun (ありのままの自分)"                                                      | 1:05                                                                                           |
| 40.                                                                                            | "Komakusa no Hana (コマクサの花)"                                                              | 2:33                                                                                           |
| 41.                                                                                            | "Sweet Home Song (TV size) (スイートホームソング (TV size))"                                   | 1:31                                                                                           |
| 42.                                                                                            | "Summer Fantasy 1"                                                                             | 0:42                                                                                           |
| 43.                                                                                            | "Manazashi (眼差し)"                                                                           | 1:18                                                                                           |
| Tổng thời lượng:                                                                               | Tổng thời lượng:                                                                               | 01:12:42                                                                                       |